# Dengeki Comics
Dengeki Comics (電撃コミックス Dengeki Komikkusu?) es una marca de distribución de manga afiliada con la editorial japonesa ASCII Media Works (anteriormente MediaWorks) y está dirigida hacia el público masculino. Aparte de la marca principal Dengeki Comics, está la marca relacionada Dengeki Comics EX que publica un menor número de volúmenes de manga. Una gran cantidad de los mangas publicados bajo Dengeki Comics fueron originalmente serializados en la revista de mangas Dengeki Daioh.

## Mangas publicados

### Dengeki Comics
| - A.D. Police - Advance of Z - Banner of the Stars - Betterman - Blood Alone - Blue Drop - Boogiepop Dual: Losers' Circus - Bubblegum Crisis - Chōjō Kidō Siren - Chōkankaku Anal Man - Comic Party - Clannad - Crest of the Stars - D4 Princess - Dejibara - Doki Doki Time Toraburaa - Doll Master - Double Breed - Ef: A Fairy Tale of the Two. - Engeki Shōjo Inochi - Fafner of the Azure - Figure 17 - Futakoi Alternative - G-On Riders | - Gakuen Utopia Manabi Straight! - Gokudo - Gunparade March - Gunslinger Girl - Happy Lesson - Hayate X Blade - Himawari Jigoku - Himeyaka Himesama - Houkago Play - Infinite Ryvius - Kagihime Monogatari Eikyū Alice Rondo - Kamichu! - Kanon - Kashimashi: Girl Meets Girl - Koharubiyori - Kurogane Communication - Kyōhaku Dog's - Kyōkai Senjō no Horizon - Lunch Box - Magical Play - Maniac Road - Marriage Royale - Mobile Suit Gundam - Mobile Suit Gundam 0079 - Mobile Suit Gundam 0083: Stardust Memory | - Mobile Suit Gundam Moon Crisis - Mobile Suit Gundam MS Generation - Mobile Suit Gundam Reon - Mobile Suit Gundam Silhouette Formula 91 - MS Military History: Mobile Suit Gundam 0079 Supplementary Biography - New MS Militar History: Mobile Suit Gundam 0079 Collected Short Stories - Side Story of Gundam Z - Murcurius Pretty - Murder Princess - Muv-Luv - Muv-Luv Unlimited - Na Na Na Na - Otome wa Boku ni Koishiteru - Please Teacher! - Please Twins! - Pretty Manizu - Prism Ark - Raimuiro Senkitan - Renkin 3-kyū Magical ? Pokān - Root Neko Neko - Scape-God - Shakugan no Shana | - Sister Princess Repure - Sola - Starship Operators - Stellvia of the Universe - Strawberry Marshmallow - Strawberry Panic! - Super Robot Wars - Tengen Toppa Gurren Lagann - Ticktack Gangan - Train+Train - To Heart 2 - To Heart - To Heart: Remember My Memories - Tsukihime - Uchūjin Plume - Uta Kata - Watashitachi no Tamura-kun - Yoake Mae yori Ruri Iro na - Yotsuba&! - Yume Mitai na Hoshi Mitai na - Yumeria |

### Dengeki Comics EX
| - Angel Foyson - Azumanga Daioh - Chronos Haze - Dark Whisper - Dragon Knight 4 - Godannar - Gun Driver - Gunbare! Game Tengoku - Gunparade March - Hexamoon Guardians | - Ichigeki Sacchu!! HoiHoi-san - Iono-sama Fanatics - Iguna Cross Reigōeki - Kamikirimushi - Kanna - Kokoro Library - Komorebi Namikimichi - Kura Kura - Lady Faust - Little Busters! | - Lythtis - Momoe Scythe - Maromayu - Murcurius Pretty - Natural - Ninin Ga Shinobuden - Nocturne - Pure Marioneeshon - Ryūsei Suzumeshi Kirara Star - Sekigan Jū Mission | - Senki to Kajitsu - Sister Red - Stratos 4 - The King of Braves GaoGaiGar - Tsukigime Happy Apartment - Yoiyami Gentō Sōshi - Yūkyū Mokushiroku Eidoronjadoo - Yuri Seijin Naokosan - Zegapain |